# Game Informer
Game Informer (afgekort tot GI) is een Amerikaans tijdschrift met nieuws en recensies over computerspellen.

## Geschiedenis
Het blad verscheen voor het eerst in augustus 1991 en bestond uit zes pagina's die tweemaandelijks verscheen. Vanaf eind 1994 verscheen het blad maandelijks.
In augustus 1996 ging de website Game Informer Online van start. Hierop werd dagelijks nieuws, updates en artikelen geplaatst. De website stopte begin 2001 en ging verder als GI Online in september 2003. De website kreeg een uiterlijke vernieuwing in oktober 2009.
Game Informer is eigendom van GameStop. Hierdoor wordt er veel reclame gemaakt voor de eigen winkels, wat heeft bijgedragen aan het succes van het tijdschrift. Het stond in 2011 op de eerste plek van meest populaire speltijdschriften.
In augustus 2019 werd het personeelsbestand gehalveerd, als gevolg van financiële moeilijkheden. In augustus 2024 werd het tijdschrift abrupt opgeheven.
Op 25 maart 2025 kondigde Game Informer aan dat computerspelontwikkelaar Gunzilla Games de rechten op Game Informer had gekocht, en dat de website een doorstart maakte met hetzelfde team als ten tijde van de opheffing. Hervatting van het tijdschrift wordt ook verwacht.